# Cape Coral

Położenie w stanie Floryda

Cape Coral – miasto w Stanach Zjednoczonych, w stanie Floryda, w hrabstwie Lee, nad Zatoką Meksykańską. Według spisu w 2020 roku liczy 194 tys. mieszkańców. Obszar metropolitalny Cape Coral-Fort Myers liczy 788 tys. mieszkańców i jest szóstą co do wielkości aglomeracją Florydy.

## Historia[3]
Teren miasta aż do lat 60 XX wieku był niezamieszkałym bagnem położonym na poziomie morza, naturalnie pełniącym funkcję przeciwpowodziowe i chroniącym już istniejący Fort Myers i dalszy głąb lądu.
Założycielami i projektantami miejscowości byli kontrowersyjni przedsiębiorcy Jack i Leonard Rosen. Budowa Cape Coral rozpoczęła się od osuszenia bagna i wykopania gęstej sieci kanałów przeciwpowodziowych, która w następnych dekadach osiągnęła łączną długość ponad 640 kilometrów. Pierwotny charakter terenu został zupełnie zatracony, co przyniosło później wysokie koszta w postaci notorycznie powtarzających się problemów hydrologicznych, jednych z najbardziej ekstremalnych wśród wszystkich zamieszkałych miejsc na całym świecie - Cape Coral do dziś zmaga się z naprzemiennymi suszami i powodziami, których gwałtowność wzmaga się wraz z globalnych ociepleniem.
Pierwsza fala mieszkańców osiedliła się zachęcona kampanią marketingową z udziałem celebrytów takich jak Bob Hope czy Anita Bryant, niektóre działki zostały rozdane jako nagrody np.: w teleturnieju The Price is Right.
Miasto pierwotnie nie posiadało scentralizowanej sieci wodociągowej. 29 października 2018 roku oddano do użytku nową oczyszczalnię wody zdolną przefiltrowywać prawie 19 milionów litrów wody. Koszt budowy wyniósł 75,4 milionów dolarów.

## Gospodarka
Ludność miasta w dużej części składa się z emerytów, co sprawia znaczne problemy w rozszerzaniu planów zagospodarowania przestrzennego poza dominujący charakter mieszkalny czy podnoszenie względnie i tak niskich w skali kraju podatków.

## Religia
W 2020 roku, w aglomeracji działa wiele związków wyznaniowych, a do największych należą: Kościół katolicki (142,9 tys. członków), lokalne bezdenominacyjne kościoły ewangelikalne (71,4 tys.), Zbory Boże (18,4 tys.) i wiele innych kościołów zielonoświątkowych, Południowa Konwencja Baptystów (15,5 tys.), świadkowie Jehowy (11,6 tys.) i Zjednoczony Kościół Metodystyczny (11,2 tys.).
Społeczność mormońska liczy ponad 5 tys. osób, muzułmańska – 1,6 tys., hinduska – 1,2 tys. i żydowska – 1,2 tys. osób.